# 命綱
命綱（いのちづな）は、高所や水中などで作業を行う際、落下や流出など防ぐために装備されるロープやワイヤー。転じて、危機的な状況で最低限の保身を維持するためのものなどを指す。

## 命綱の用途

### 労働安全
高所作業等では墜落による労働者の危険を防止する手段として用いられる。河川及び海岸工事でも河川を歩いて横切る渡河などで必要に応じて命綱を着用する。水中（潜水）作業の場合は、通常の命綱のほか、底に予め固定した「さがり綱」を使用して潜行や浮上を行うこともある。
宇宙で船外作業を行う宇宙飛行士と宇宙船を繋ぐ空気補給や通信のための命綱にはその形状から「アンビリカルケーブル（臍の緒）」の異名がある。

### スポーツ
登山に用いる綱をドイツ語でザイルという（日本では特に岩壁を登る時の命綱を意味した）。
スポーツに特化したスポーツクライミングもある。クライミングスタイルには、トップロープクライミング（最上部に予め固定したロープを命綱として壁に設置されたホールドを使って登るもの）、ボルダリング（命綱などのロープなしで登るもの）、リードクライミング（予め壁に設置されたカラビナにロープをかけながら登るもの）がある。
このほかバンジージャンプでも用いられる。
TV企画の競技番組においても命綱を用いる例は見られ、TBS系列の『SASUKE』のファイナルステージ＝綱登りにおいては、時間制限内に登り切らなければ、綱が落ちる演出システム上、選手には命綱がつけられている（詳細は、「SASUKE」のFINAL STAGEを参照）。

### その他の用途
- 未知の場所を探索する際に用いられ、例として、洞窟探検家が使用する（例えば、映画『ミスト』では、謎の霧に覆われた街で、外に探索する際、腰に縄をかけている）。
- 睡眠時遊行症（夢遊病）の中には転落事故があり（一例として、オーストラリアのカヌー選手ビクトリア・シュワルツなど）、命綱の対策が必要な場面は睡眠時にも見られる。

## 命綱の利用

### 日本
日本語における「命綱」という言葉自体は、宝暦4年（1754年）の『宝暦漂流物語』に記述が見られ、船中に7、80尋の命綱とみられる（『日本国語大辞典』）。
近世期の絵画史料の一例としては、葛飾北斎の『富嶽百景』二編「遠江山中の不二」（1835年）において、崖に立つ樹木を3人の樵が、まず樹木が倒れて崩れ落ちないよう、樹木に直接縄をかけ、1人はその縄の状態を点検し、さらに斧を持った1人が命綱をかけた上で、太い枝に、逆さにぶら下がった状態で斧を振り上げる構図（枝上からだと斧が他の枝にぶつかりかねない、また上から枝を叩き付ける衝撃で樹木が倒れかねないため）が描かれている。
潜水用途にも用いられ、『日本書紀』允恭天皇紀（5世紀）の記述として、海人男狭磯が60尋の縄を用いた記録が見られる。

### バヌアツ
バヌアツにはツタ（蔦）の命綱を足首につけて地上20-30メートルの木製の塔からジャンプするナゴールの儀式がある。この儀式はバンジージャンプのもとになった。

## ライフライン
転義して、生活や生命の危機から救ってくれるものを命綱とも呼ぶ。震災や戦災の際の非常用食糧や飲料はその代表格である。